# لوئیس دومله
لوئیس دومله (انگلیسی: Luis Domenech؛ زادهٔ ۲ فوریهٔ ۱۹۸۵) بازیکن فوتبال اهل اسپانیا است.
از باشگاه‌هایی که در آن بازی کرده‌است می‌توان به باشگاه فوتبال الچه و باشگاه فوتبال پومفرادینا اشاره کرد.